# Maria Elionor de Brandeburg
Maria Elionor de Brandeburg (alemany: Maria Eleonora von Brandenburg)  (Königsberg, 11 de novembre de 1599 - Estocolm, 18 de març de 1655) va ser reina consort de Suècia i Finlàndia de 1620 a 1632.

## Biografia
Filla de l'elector de Brandenburg Joan Segimon de Hohenzollern i Anna de Prússia, Maria Elionor de Brandebourg va néixer el dia 11 novembre 1599 a Kaliningrad  (Ducat de Prússia), en el si d'una família amb antecedents de crisis de bogeria per part paterna i materna. Per exemple, el seu avi matern Albert Frederic  va patir crisis ciclotímiques. En aquest ambient, Maria Elionor va heretar problemes psicològics de la seva família.
Es va casar a Estocolm el 25 de novembre de 1620 amb Gustau II Adolf i dona a llum, el 8 desembre de 1626, a la que esdevindrà, tot just 6 anys després, Cristina de Suècia.
Tenint ja durant els primers anys del seu matrimoni una certa propensió a les rareses, Gustau Adolf va especificar en diverses ocasions que en cas de morir a la guerra, Maria Elionor no hauria de tenir dret a la regència ni tan sols a l'educació de la filla; en canvi, preveu un Consell de Regència format per diversos homes de confiança.
Gustau Adolf II va morir el 6 de novembre de 1632 al camp de batalla de Lützen; la notícia va trigar més d'un mes a arribar a la cort. Afirmant els seus drets com a vídua del rei, Maria Elionor aconsegueix, tanmateix, mantenir un fort control sobre la seva filla durant els primers anys de la regència, fins que Axel Oxenstierna (el canceller, membre del Consell de la Regència) hi va posar fi a la seva tornada de la guerra.
Anteriorment, havia ordenat a la vídua reial que cedís el cos del seu marit, que ella es va negar que fos enterrat mentre ella visqués; de fet, les restes de Gustau Adolf no van ser enterrades fins al juliol de 1634 a Estocolm. No obstant això, va mantenir el cor al costat del llit. Per subratllar el seu dolor, va fundar la "Reial Orde de la Fidelitat Triomfant" (l'emblema de la qual, suspès d'una cinta negra, estava adornat amb un cor i un taüt.).
Les peripècies sobre aquesta reina mig boja no van acabar aquí; va ser posada sota arrest domiciliari a Gripsholm, des d'on va escriure moltes cartes a la seva filla, per torns llastimosa, autoritària o seductora. Va fugir de la vigilància de la qual era objecte refugiant-se amb el rei Cristià IV de Dinamarca, un enemic hereditari de Suècia.
No va tornar a veure la seva filla fins vuit anys més tard, quan rebrà l'indult i se li permetrà tornar a Suècia.
Va morir el 28 març 1655 a Estocolm.